# 鄞州体育馆
鄞州体育馆，是浙江省宁波市鄞州区的一座体育馆，于2002年3月开工，2003年10月投入使用:1594，体育馆建筑面积1.6万平方米，内场面积50.6米×30.2米，可进行篮球、排球、乒乓球、体操等比赛，设固定座位4200个、移动看台座位468个，体育馆分为三层，一层为贵宾室、配电房、计算机房、电话机房、空调机房、消防控制中心、运动员休息室、新闻发布厅、检录大厅、办公和卫生用房，二层为观众休息大厅和空调机房等，三层为灯控监控室、计时计分室和电视转播室:512，2005年起曾作为八一女篮主场，2017年搬离。